# ساندي سينغلتون
ساندي سينغلتون (5 أغسطس 1914 - 22 مارس 1999) (بالإنجليزية: Sandy Singleton)‏ هو لاعب كريكت بريطاني (وحمل سابقاً جنسية المملكة المتحدة لبريطانيا العظمى وأيرلندا).

## وصلات خارجية
- ساندي سينغلتون على موقع إي آس بي آن كريك إنفو (الإنجليزية)